# Південно-Лінійна вулиця (Мелітополь)
Південно-Лінійна вулиця — вулиця в Мелітополі. Йде вздовж залізниці від Університетської вулиці до Гетьманської вулиці.

## Назва
Назва вулиці пов'язана з тим, що вона йде вздовж залізничної лінії та знаходиться в південніше віл інших «Лініних» вулиць Мелітополя. В інших частинах міста вздовж залізниці розташовані вулиці зі схожими назвами Лінійна, Північно-Лінійна, Західно-Лінійна, провулки 2-й Лінійний, 3-й Лінійний, 4-й Лінійний, 1-й Північно-Лінійний, 2-й Північно-Лінійний.

## Історія
Перша відома згадка вулиці датується 27 жовтня 1947 року.